# Emily Kinney
Emily Rebecca Kinney  (sinh ngày 15 tháng 8 năm 1985) là một nữ diễn viên, ca sĩ người Mỹ.

## Danh sách phim

### Điện ảnh
| Năm  | Tên              | Vai      | Ghi chú |
| ---- | ---------------- | -------- | ------- |
| 2007 | Aunt Tigress     | Gina     |         |
| 2009 | It's Complicated |          |         |
| 2013 | Concussion       |          |         |
| 2016 | Papa             | Caroline |         |
| 2018 | Anhedonia        | Jess     |         |

### Truyền hình
| Năm     | Tên                               | Vai                           | Ghi chú |
| ------- | --------------------------------- | ----------------------------- | ------- |
| 2007    | Hot for Teacher                   | Tamara Bailey                 |         |
| 2007    | The Gamekillers                   | The Swarm                     |         |
| 2008    | Law & Order: Criminal Intent      | Jeannie Richmonds             |         |
| 2009    | The Unusuals                      | Amanda Maint                  |         |
| 2010    | The Good Wife                     | Milla Burchfield              |         |
| 2011    | The Big C                         | Emily                         |         |
| 2011–15 | The Walking Dead                  | Beth Greene                   |         |
| 2012    | Law & Order: Special Victims Unit | Haley Cole                    |         |
| 2014    | The Following                     | Mallory Hodge                 |         |
| 2015    | Forever                           | Jennifer Schroeder            |         |
| 2015    | The Flash                         | Brie Larvan / Bug-Eyed Bandit |         |
| 2015    | Masters of Sex                    | Nora Everett                  |         |
| 2015    | The Knick                         | Nurse Daisy Ryan              |         |
| 2016    | Arrow                             | Brie Larvan / Bug-Eyed Bandit |         |
| 2016    | Love on the Sidelines             | Laurel Welk                   |         |
| 2016–17 | Conviction                        | Tess Larson                   |         |
| 2017    | Ten Days in the Valley            | Casey                         |         |